# Olieprijs
De olieprijs is over het algemeen de prijs op de spotmarkt in dollars fob per vat aardolie, maar ook daarbuiten vindt oliehandel plaats. Er zijn veel verschillende soorten en kwaliteiten aardolie met elk een eigen prijs, maar belangrijke benchmarks zijn West Texas Intermediate (WTI), Brent, Dubai en OPEC.
Belangrijke oliemarkten zijn de New York Mercantile Exchange (NYMEX) en IntercontinentalExchange (ICE) waar de prijs wordt bepaald door een samenspel van fundamentele marktgegevens zoals het aanbod van en de vraag naar aardolie, maar ook door emoties, speculatie en langetermijnverwachtingen. Van grote invloed op de olieprijs is het beperkte aantal aanbieders met Saoedi-Arabië in de rol van swing producer. Daardoor zijn de surpluswinsten aanzienlijk.
Voor de financialisering van de oliemarkten gedurende de jaren tachtig was er sprake van posted prices die bepaald werden door de grote oliemaatschappijen en later official selling prices die bepaald werden door de OPEC-landen.

## Soorten
De samenstelling van ruwe olie of crude verschilt per soort. Het bevat meerdere koolwaterstoffen, verdeeld in de categorieën alkanen (paraffinen), cycloalkanen (naftenen), aromaten en bitumen. Deze kunnen door raffinage gescheiden worden in fracties of producten als de lichtere benzine en smeerolie en de zwaardere diesel en stookolie. De vraag naar deze producten beïnvloed de vraag naar lichtere of juist zwaardere aardolie.
Daarnaast bevat het zouten, water, tot zes procent zwavel, tot twee procent stikstof, tot 1,5 procent zuurstof en metalen (minder dan 1000 ppm).
Al deze bestanddelen komen tot uiting in de kenmerken van een crude:
- de dichtheid, vaak uitgedrukt in graden API:
  - light;
  - medium;
  - heavy;
- het zwavelgehalte, uitgedrukt in massapercentage (%m/m);
  - sweet, laag zwavelgehalte;
  - sour, hoog zwavelgehalte;
- paraffinegehalte;
- het vloeipunt, de temperatuur waarbij een vloeistof nog net vloeibaar is;
- de viscositeit;
- metaalgehalte;
- koolstofresidu na pyrolyse.

Deze kenmerken zijn van invloed op het raffinagerendement; welke producten verkregen kunnen worden uit een bepaalde crude in welke mate tegen welke investeringen. Een hoog zwavelgehalte is vaak ongewenst en om dit te verwijderen zijn aanvullende bewerkingen nodig in het raffinageproces. Sour crudes zijn dan ook vaak goedkoper dan sweet crudes. Zo is er ook meer vraag naar lichtere producten als benzine, zodat light crudes over het algemeen duurder zijn. Hoewel de vraag naar zware olie toeneemt door de grotere vraag naar dieselolie, geldt dat de prijs het hoogst is voor light sweet crudes als Brent en West Texas Intermediate (WTI).

## Geschiedenis

Olieprijsontwikkeling in $ vanaf 1861; de bruine lijn is de reële prijs uitgedrukt in dollars uit het jaar 2008. De door de majors gedomineerde periode vanaf 1930, maar vooral 1950 tot begin jaren 1970 had een stabiel, langzaam dalend prijsverloop, ondanks de enorm toenemende vraag. Daarna domineerde de OPEC tot 1986 de markt en waren er sterke stijgingen te zien. Vanaf 1988 domineerde de markt, aanvankelijk op een laag prijsniveau, maar vanaf 2003-04 stijgend met een piek in de zomer van 2008.

De olieprijs wordt tegenwoordig vooral bepaald door de markt, al worden er ook contracten afgesloten waarbij dit niet het geval is. Voor ongeveer 1985-88 gold echter niet de prijs op de spotmarkt. Voor de jaren 1950 was de prijs van olie uit het Midden-Oosten en Venezuela slechts bekend aan de verkoper en koper. Vanaf de jaren 1950 bepaalden de majors, de grote oliemaatschappijen, een posted price. Hoewel dit de officiële prijs was, was dit over het algemeen niet de werkelijke prijs, omdat er vrijwel altijd een substantiële korting werd gegeven. De posted price diende vooral voor belastingdoeleinden, aangezien een groot deel van de ruwe olie binnen de nog verticaal geïntegreerde oliemaatschappijen bleef.
Een uitzondering was de Verenigde Staten waar veel onafhankelijke producenten waren, zogenaamde independents. Dit kon doordat ondergrondse grondstoffen daar eigendom zijn van de grondeigenaar en dus niet van de overheid, zoals in de meeste landen. Door de vele partijen was hier wel sprake van concurrentie en werd de prijs bepaald door marktwerking. Na ernstige prijsdalingen die volgden op de ontdekking van het enorme Oost-Texasveld in 1930 werd de productie echter beperkt door staatscommissies met als belangrijkste de Railroad Commission of Texas, waardoor de prijzen stabiliseerden op een hoger niveau.
Door de Achnacarry-overeenkomst tussen de majors uit 1928 was de prijs van de olie uit de rest van de wereld aan die uit Texas gekoppeld. Hoewel de Verenigde Staten lang de grootste olie-exporteur waren geweest, werd na 1948 de binnenlandse consumptie zo hoog dat er geïmporteerd moest worden. Dat verstevigde de positie van de majors die in deze periode de nieuwe olievelden in het Midden-Oosten ontwikkelden. Hoewel de concurrentie beperkt was, was de prijs niet overdreven hoog.
Dit veranderde in de jaren 1970 toen de OPEC de rol van de majors overnam. Sterke prijsstijgingen traden op bij de oliecrisis van 1973, toen er een olieboycot werd ingevoerd tegen de landen die Israël direct hadden gesteund bij de Jom Kipoeroorlog, en de oliecrisis van 1979 na de Iraanse Revolutie. In de jaren 1980 daalde de vraag naar olie, terwijl het aanbod van buiten de OPEC steeg. Door het terugschroeven van de productie binnen de OPEC bleef de prijs echter op niveau. Saoedi-Arabië verloor in de rol van swing producer het meeste marktaandeel en eind 1985 besloot het dit ongedaan te maken. Het bood korte tijd ruwe olie aan volgens netback pricing waarbij de prijs werd gebaseerd op die van de geraffineerde olieproducten. Zelfs bij een dalende prijs bleef er daardoor voldoende marge voor de raffinaderijen, met een overaanbod als gevolg. Andere OPEC-landen volgden, waarop de prijzen meer dan halveerden. Veel dure olievelden zoals in de Verenigde Staten en de Noordzee waren niet langer rendabel en investeringen daar werden uitgesteld.
Het systeem van vooral door de OPEC opgelegde official selling prices viel daarna om. In 1986 was Pemex het eerste staatsoliebedrijf dat de prijzen baseerde op de markt. Deze markt buiten de langdurige contracten was er altijd al geweest, maar was lange tijd slechts marginaal geweest. Tegen 1988 was dit echter de voornaamste methode van prijsstelling geworden en dit is het nog steeds.
Afgezien van kleine pieken bleef het prijsniveau gehandhaafd tot tegen de eeuwwisseling. Daarna begon een stijging die piekte rond de $145 in juli 2008. Met de kredietcrisis zette zich daarna een sterke daling in om in december zelfs de $30 te bereiken. 

### Begin
In de negentiende eeuw werd olie nog voornamelijk gebruikt voor verlichting. Aanvankelijk was dit walvistraan, maar door overbevissing was de prijs hiervan sterk gestegen. Met de ontwikkeling van olieraffinage kon kerosine worden onttrokken aan aardolie. Toen in 1859 Edwin Drake olie aanboorde in Titusville in Pennsylvania markeerde dit het begin van de olie-industrie in de Verenigde Staten. Vele wildcatters, avonturiers op zoek naar olie, kwamen richting Pennsylvania, wat in combinatie met de afwijkende eigendomswetten voor ondergrondse grondstoffen die eigendom zijn van de grondeigenaar en niet van de overheid, een sterke overproductie tot gevolg had. Prijzen fluctueerden dan ook sterk. Drake verkocht zijn eerste vaten nog voor $40, maar in 1860 was deze al ingestort naar de $0,10 om in 1861 weer te stijgen naar de $10 per vat. In 1862 fluctueerde de prijs tussen de $0,10 en de $2,25. De prijs van het houten vat zelf van tussen de $2,50 en $3,50 lag daarmee vaak hoger dan de inhoud. In dit ongereguleerde chaotische tijdperk konden enkelen rijk worden, maar gingen velen failliet en eindigden arm, zoals ook Drake. De onzichtbare hand van Adam Smith voldeed hier duidelijk niet, iets wat John D. Rockefeller al vroeg constateerde: Often-times the most difficult competition comes, not from the strong, the intelligent, the conservative competitor, but from the man who is holding on by the eyelids and is ignorant of his costs, and anyway he's got to keep running or bust.
Tegen het einde van de negentiende eeuw was het Russische Rijk, in het bijzonder Azerbeidzjan, echter de grootste olieproducent ter wereld met een aandeel van 52%, terwijl de Verenigde Staten goed waren voor een productie van 42%. In Rusland was Branobel de belangrijkste producent, terwijl John D. Rockefeller erin geslaagd was de Amerikaanse olie-industrie te domineren met zijn Standard Oil. Ondanks de dominantie overleefden deze twee niet. Standard Oil werd vanwege monopolistisch gedrag in 1911 op basis van de Sherman Antitrust Act gedwongen zich op te splitsen in 34 aparte bedrijven, terwijl het einde voor Branobel kwam in 1920 toen de Bolsjewieken de macht grepen in Azerbeidzjan en de olie-industrie nationaliseerden.
De grote spelers van de toekomst begonnen zich echter al te vormen. Onder druk van Standard Oil en de Paniek van 1907 ging Koninklijke Olie samen met Shell tot Royal Dutch Shell, terwijl in 1908 Anglo-Persian Oil Company, het latere BP, werd opgericht na een grote olievondst in Perzië. Daarnaast waren ook de opgesplitste delen van Standard Oil nog steeds grote bedrijven, vooral Standard Oil of New Jersey (Exxon), Standard Oil of New York (Mobil) en Standard Oil of California (Chevron Corporation). De laatste twee van de zeven latere majors waren Texaco en Gulf Oil.

### Red Line Agreement
De vroege periode kende nog een sterke concurrentiestrijd, maar na een prijzenoorlog in 1927 tussen Shell en Standard Oil of New York gingen de belangrijkste spelers samenwerkingsverbanden aan. Zo spraken de belangrijkste majors als deelnemers van de Turkish Petroleum Company in het Red Line Agreement in 1928 af om elkaar niet te beconcurreren binnen het voormalige Ottomaanse Rijk.

### Achnacarry
In datzelfde jaar werd ook de Achnacarry-overeenkomst gesloten tussen Shell, Standard Oil of New Jersey, Anglo-Persian, Gulf Oil en Standard Oil of Indiana. In de zogenaamde As-Is-overeenkomst zou elke maatschappij haar marktaandeel behouden om verwoestende concurrentie te voorkomen. Daarnaast werd afgesproken om de olieprijs in de Golf van Mexico als basis te gebruiken, het zogeheten Gulf-plus.
Hoewel de majors buiten de Verenigde Staten afspraken maakten, lieten ze dit daarbinnen achterwege vanwege het strenge mededingingsrecht. Daarbij kwam dat het Midden-Oosten nog maar een kleine speler was terwijl de Verenigde Staten verreweg de grootste olie-exporteur waren.

### Gulf-plus
Gulf-plus was de olieprijs in de Golf van Mexico zoals deze gepubliceerd werd door Platts, plus transportkosten. Dit basing-point system zou uiteindelijk dagelijks gepubliceerd worden. Voor exporteurs buiten de Verenigde Staten had dit grote voordelen, omdat over het algemeen de productiekosten van de olie lager waren. Als ze daarnaast ook nog eens dichter bij de afnemer gelegen waren, konden ze ook het verschil opstrijken in transportkosten (phantom freight of onverschuldigde vracht). De afnemers konden echter geen voordeel behalen met de goedkopere olie. Voor andere olieproducerende landen betekende het dat zij geen voordeel konden behalen met lagere productiekosten. Mede daardoor kwam de ontwikkeling van het Midden-Oosten pas na de Tweede Wereldoorlog op gang.

### Texas Railroad Commission
De olieprijs in de Verenigde Staten kon aanvankelijk sterk fluctueren met nieuwe olievondsten. Vanaf de jaren 1930 werd de productiecapaciteit echter grotendeels bepaald door staatscommissies en dan vooral door de Texas Railroad Commission (TRC), aangezien Texas de belangrijkste olieproducerende staat was. Beperking van de productie was aanvankelijk gericht op het behoud van olievelden, aangezien deze door de vele independents nog weleens vernield werden door een te hoge productie. Daardoor werd de reservoirdruk onherstelbaar laag en stopte een veld vroegtijdig met produceren. Al snel werd de productiebeperking echter ook gebruikt om de prijs hoog te houden, vooral na de ontdekking van het enorme Oost-Texasveld in 1930. Door de koppeling van de olieprijs in de Verenigde Staten door de majors bleek de TRC uiteindelijk een machtige positie in te nemen. Doordat de binnenlandse consumptie vanaf 1948 de binnenlandse productie echter oversteeg, ontstond er een markt voor de invoer van goedkopere buitenlandse olie die de majors konden aanvoeren uit het Midden-Oosten. Vooral vanuit de independents was er een sterke lobby om de invoer te beperken en in 1959 werd dan ook een invoerquotum ingevoerd, het Mandatory Oil Import Quota Program. Hierdoor steeg de olieprijs in de Verenigde Staten en kon de binnenlandse productie in stand blijven. Door de verminderde invoer daalde echter de prijs op de wereldmarkt. Tot het quotum in 1973 werd opgeheven, bleef er zo een prijsverschil met Arabian Light van rond de dollar.

### Londen
Het systeem werkte zelfs toen de export vanuit Venezuela op gang kwam, maar na de Tweede Wereldoorlog nam de Amerikaanse export af. Hoewel het tot 1974 de grootste olieproducent zou blijven, moesten de Verenigde Staten na 1948 door de toegenomen binnenlandse vraag zelfs olie importeren. In toenemende mate nam het Midden-Oosten de rol over van olie-exporteur. Vooral het Verenigd Koninkrijk zag de phantom freight als problematisch, niet zozeer de surpluswinst door de lagere productiekosten. In 1948 werd dan ook Londen gekozen als referentiepunt. Voor olie uit het Midden-Oosten gold de Amerikaanse prijs plus transport naar Londen, verminderd met transport vanuit het Midden-Oosten.

### New York
Londen als referentiepunt werd al snel lastig, omdat ook de Verenigde Staten rond die tijd olie begonnen te importeren uit het Midden-Oosten. Met Londen als referentiepunt lag de prijs daarvan echter hoger dan die uit de Golf van Mexico plus transportkosten. Tijdelijk werd de prijs voor de Verenigde Staten verlaagd met New York als referentiepunt, maar vanaf 1949 gold deze prijs voor iedereen. Hoewel de onderliggende logica verdween met het verdwijnen van de Texaanse olie van de wereldmarkt, bleef dit systeem een decennium lang de basis voor de gepubliceerde olieprijzen.
Met het verdwijnen van de Verenigde Staten als olie-exporteur, groeide de rol van de majors. De prijsbepalingsformules bleken ook bruikbaar om een prijs te bepalen voor de wereldhandel. Aangezien deze na de Tweede Wereldoorlog vooral plaatsvond tussen dochterondernemingen van de majors, werd de prijs niet bepaald door vraag en aanbod op de markt. Voor onder meer uitvoer- en invoerrechten moest er wel een realistische prijs bepaald worden.

### OPEC
In 1960 werd de Organisatie van olie-exporterende landen (OPEC) opgericht. Het bij elkaar brengen van de grote olieproducerende landen was al langer een droom van Pérez Alfonzo. Tijdens zijn ballingschap in de Verenigde Staten had hij de TRC bestudeerd en de manier waarop deze de olieproductie in dat land reguleerde. In 1958 kon hij terugkeren naar Venezuela waar hij onder Betancourt minister van Energie en Mijnen werd. In Tariki, de eerste Saoedische minister van Olie, vond hij een medestander. Eenzijdig afgekondigde prijsverlagingen door de majors versterkten het sentiment onder de olieproducerende landen, waarop Venezuela, Saoedi-Arabië, Irak, Iran en Koeweit zich verenigden binnen de OPEC.

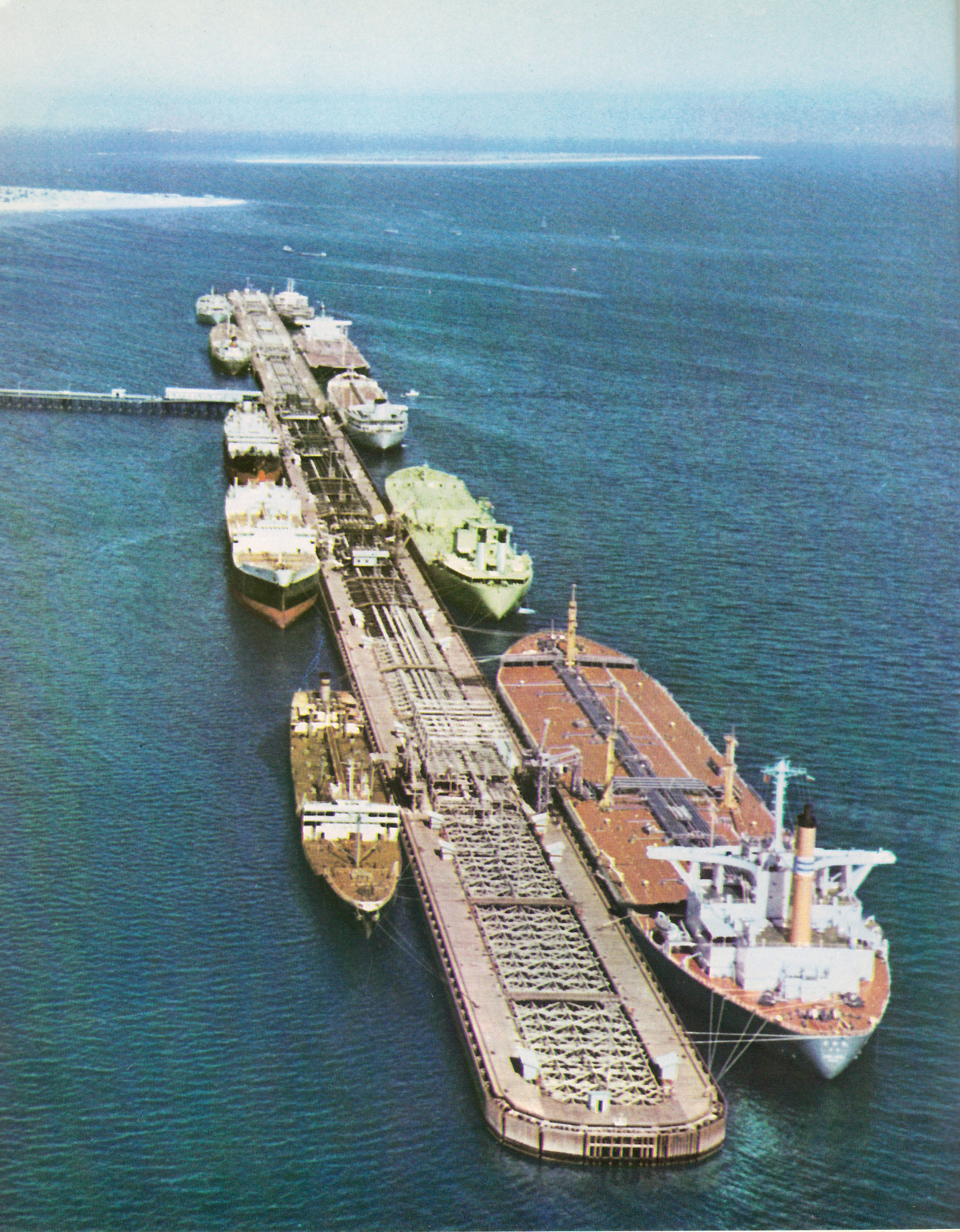
De olieterminal van Kharg in 1967. De vraag naar olie steeg zo sterk dat oliemaatschappijen het publiek moesten verzekeren dat ze de vraag aankonden. Zo stelde John Hugo Loudon van Shell tijdens zijn Cadman-lezing in 1965: At all events there is no risk of shortage of either oil or gas in our 25-year forward look.

De organisatie had aanvankelijk maar een beperkte invloed. De nationalisering van de olie-industrie in Iran in 1951 en de daaropvolgende Abadan-crisis en Amerikaans-Britse staatsgreep in 1953 had de olieproducerende landen voorzichtig gemaakt. Met de sinds die tijd exponentieel gestegen vraag naar olie veranderde de situatie echter. Waar in 1951 het tijdelijke verlies van Iraanse olie eenvoudig opgevangen kon worden door de andere Golfstaten, brak men zich rond 1970 het hoofd over hoe de productiecapaciteit de stijgende vraag kon bijhouden. Toen Qadhafi op 1 september 1969 de macht overnam in Libië, stelde hij al in december van datzelfde jaar de oliemaatschappijen als ultimatum een stijging van de olieprijs en een meerderheidsbelang in de olieproductie. Libië zou de export van olie staken als de eisen niet werden ingewilligd. De oliemaatschappijen boden veel tegenstand, maar in september 1970 had Libië zijn zin. Andere OPEC-landen zagen de successen van Libië en startten hun eigen onderhandelingen om een grotere deelneming van de staat in de oliemaatschappijen, hogere inkomstenbelastingen en hogere prijzen te behalen. Op 14 februari 1971 bereikten de partijen een akkoord in Teheran en kregen de landen een meerderheidsbelang in de oliewinning. Ook de olieprijs werd verhoogd en zou daarna verder stijgen. Met het belang van de overheden in de oliemaatschappijen verkregen zij ook een hoeveelheid olie die verkocht werd volgens de government selling price (GSP) of official selling price (OSP). Aangezien de overheden geen downstream-activiteiten hadden en de spotmarkt van weinig betekenis was, verkochten zij de olie vaak weer aan de majors voor buyback prices.
Door de vrees dat de productiecapaciteit achter zou blijven bij de vraag, steeg de prijs op de spotmarkt zelfs boven de posted prices. Tot verbazing van de olieproducerende landen zelf bleek de macht van de grote oliemaatschappijen beperkt te zijn en waren de landen in staat om prijs en productie te bepalen. De oliemaatschappijen hadden lange tijd de posted price bepaald, maar op 16 oktober 1973 kwam hieraan een einde toen de OPEC deze eenzijdig verhoogde van de marker crude Arabian Light van $3,011 naar $5,119, een stijging van 70%.

### Eerste oliecrisis
Meer en meer kwam daarmee ook het oliewapen ter sprake als middel in het Arabisch-Israëlisch conflict dat vooral sinds de bezetting van de Gazastrook, Sinaï, de Westelijke Jordaanoever en de Golanhoogten door Israël in de Zesdaagse Oorlog van 1967 veel kwaad bloed had gezet in de Arabische wereld. Met het uitbreken van de Jom Kipoeroorlog op 6 oktober 1973 kwam het zover. Iedere maand zou de olieproductie met 5% worden verlaagd totdat de eisen werden ingewilligd. Omdat de Verenigde Staten en Nederland Israël actief ondersteunden, werd de export naar deze landen zelfs volledig gestaakt.
De spotmarkt was in deze omstandigheden sterk volatiliteit. Hoewel de verhandelde hoeveelheden te verwaarlozen waren, gaven de hoge prijzen op de spotmarkt een sterke druk om OSP te verhogen. Vooral onder druk van de sjah werd dan ook op 1 januari 1974 de prijs nog eens verder verhoogd naar $11,651.
Het oliewapen bleek echter weinig selectief en effectief. Als vervangbaar goed kon olie uit niet-OPEC-landen gebruikt worden om het olie-embargo te omzeilen. Daarnaast waren de olielanden militair volstrekt niet opgewassen tegen vooral de Verenigde Staten. De boycot was dan ook snel over en achteraf bleek het effect op de olievoorziening beperkt. Het politieke effect van de oliecrisis van 1973 was echter groot en ook de prijs was verdrievoudigd. De OPEC bleek in de praktijk het grootste kartel ooit, hoewel het niet als zodanig opgezet was, aangezien de landen nog zelf hun productieplafond bepaalden.
Hoewel de prijsstijgingen tot de nodige protesten leidden, was de prijs voor de westerse landen ondergeschikt aan de continuïteit van de olieaanvoer. Daarbij kwam een hogere prijs niet ongelegen voor de Verenigde Staten en Europa, aangezien het net ontdekte Prudhoe Bay-veld en de olievelden van de Noordzee bij de lagere prijzen niet economisch te exploiteren waren.
De hogere olieprijzen betekenden voor de oliemaatschappijen ook een onverwachtse meevaller. Doordat de OPEC-landen bij de overgang naar grotere deelneming steken hadden laten vallen, kwam een groot deel van de marge als hogere winst bij de majors terecht.
Overheden reageerden met pogingen om de afhankelijkheid van olie en meer specifiek de OPEC-landen te verkleinen, zoals Project Independence in de Verenigde Staten, autoloze zondagen in verschillende landen en verlagingen van de maximumsnelheid. Ook werd hiertoe de Internationaal Energie Agentschap (IEA) opgericht en werd de strategische olievoorraad vergroot. De zoektocht naar alternatieve brandstoffen bleef uiteindelijk echter beperkt, aangezien olie ondanks de sterke prijsstijgingen nog steeds veruit de goedkoopste energievorm was.

### Nationalisering
De olieproducerende landen maakten zich voor de crisis nog zorgen dat zij de participation crude, de olie uit hun vergrote deelnames, niet kwijt zouden raken. Gedurende de crisis was dit juist geen enkel probleem gebleken op de hongerige spotmarkt en dit gaf aanleiding tot het versnellen van het proces van deelneming en uiteindelijk nationalisering. De oliemaatschappijen verloren zo een groot deel van hun directe bron van aardolie en daarmee een belangrijk deel van hun verticale integratie. Hoewel dit deels opgevangen werd met langdurige contracten waarbij de oude aandeelhouders een voorkeurspositie hadden bij de nieuwe staatsoliemaatschappijen, kon de spotmarkt hierdoor toch groeien. Daarmee werd ook de prijs transparanter.

### Tweede oliecrisis
De crisis van 1973 had wel als gevolg dat er steeds meer het idee ontstond dat de olieproductie in de nabije toekomst de consumptie niet zou kunnen bijbenen. Dit bleef het heersende idee, zelfs nadat de vraag door de hoge prijs terugliep. Die afname was ook van korte duur en er verscheen een vloed aan rapporten met verwachtingen van enorme toenames in oliegebruik. In december 1978 spraken de OPEC-landen in Abu Dhabi af dat de olieprijs het jaar daarop omhoog zou gaan, gefaseerd per kwartaal. Voor opkopers zou het dus lonen om voorraden aan te leggen in de wetenschap dat ze nooit geld zou verliezen.
Anders dan de crisis van 1973 had die van 1979 geen politieke oorzaak, maar was het een marktreactie op veronderstelde tekorten. Toen in 1979 de Iraanse Revolutie plaatsvond, was de angst voor toekomstige tekorten dusdanig, dat er enorme prijsstijgingen op de nog steeds relatief kleine spotmarkt volgden, voor het eerst met Noordzeeolie als aanjager. En dit terwijl het productieverlies van Iran zonder problemen door de overige landen opgevangen kon worden en er nooit een daadwerkelijk tekort was. Doordat de OPEC-landen hun prijssysteem nog steeds niet hadden aangepast, kwam een groot deel van de winsten bij de oliemaatschappijen terecht. Vanaf oktober 1979 was de paniek voorbij, ook doordat alle opslagcapaciteit volledig benut was. Tot halverwege 1980 daalden de prijzen op de spotmarkt weer tot de officiële prijzen, hoewel deze ondertussen wel op ruim $30 lag.
Zelfs de Irak-Iranoorlog die uitbrak in september 1980 bracht geen vergelijkbare paniekreactie teweeg, aangezien nu duidelijk was dat er voldoende reservecapaciteit was.

### Buiten de OPEC
In 1965 was het OPEC-productieniveau ongeveer gelijk aan dat van de landen daarbuiten. De sterke groei daarna werd echter vooral opgebracht door de OPEC-landen. Na 1979 daalde de wereldwijde vraag naar olie echter. Dat dit in 1973 in veel mindere mate optrad, is te verklaren doordat veranderingen in prijselasticiteit langzaam optreden als er grote technische veranderingen voor nodig zijn. In 1973 was het inkomenseffect in de prijselasticiteit dominant. Olie was nog een primair goed, zodat men een groter deel van het inkomen daaraan moest besteden. Er bleef dus minder over om aan overige zaken te besteden, wat een wereldwijde recessie tot gevolg had. In 1979 was het echter technisch mogelijk voor elektriciteitscentrales om over te schakelen naar gas en steenkool, terwijl ook het aantal kerncentrales sterk gegroeid was. Dit had een scherpe daling van de vraag naar olie tot gevolg, een goed voorbeeld van het substitutie-effect.
In een poging de prijzen te handhaven op het hoge niveau, trad de OPEC op als swing producer en nam de daling volledig voor haar rekening. De productie daarbuiten groeide gestaag door, vooral van nieuw ontwikkelde gebieden, zoals het enorme Cantarell-veld in Mexico, de Noordzeevelden, de Sovjet-Unie, Canada en Egypte. Deze gebieden profiteerden van een hoge prijs die ondersteund werd door productieverminderingen van de OPEC. De IEA vond in 1979 in A comparison of energy projections to 1985 op basis van 26 voorspellingen nog een OPEC-productie voor 1985 van 40 miljoen vaten per dag. In werkelijkheid lag deze in dat jaar zo rond de 16 à 17 miljoen, bijna een halvering van de piek in 1979 van 30 à 32 miljoen vaten per dag. Raffinaderijen werden gesloten en tankers gesloopt.

### Overschotten
Pogingen van de OPEC om de andere gebieden te betrekken in verminderingen waren weinig succesvol. Prijsdalingen werden wel wat vertraagd door de verminderde productie uit Irak en Iran, maar begin 1982 begon dan toch een prijsdaling in te zetten. Binnen de OPEC werden afspraken gemaakt over quota, maar landen als Iran, Libië en Venezuela hielden zich hier niet aan. Waar de productie van Saoedi-Arabië in 1980 en 1981 nog boven de 10 miljoen vaten per dag lag, was de productie van de swing producer in augustus 1985 gedaald tot zo'n 2,2 miljoen vaten per dag en werden er nog slechts 1,4 miljoen vaten per dag geëxporteerd. Er waren zelfs brownouts (onderspanning) omdat er onvoldoende geassocieerd gas werd geproduceerd om de elektriciteitscentrales aan de gang te houden en er kwam niet meer voldoende geld binnen om aan de financiële verplichtingen te voldoen. Het land was het niet langer bereid de rol van swing producer te spelen en begon vanaf september olie te verkopen volgens een systeem van netback pricing. De prijs werd daarbij gebaseerd op die van de geraffineerde olieproducten. Zelfs bij een dalende prijs bleef er daardoor voldoende marge voor de raffinaderijen, met een overaanbod als gevolg. Al in december was de productie verdubbeld naar zo'n 4,5 miljoen vaten per dag.
Tijdens een OPEC-bijeenkomst in Genève in december besloot men officieel om af te stappen van de prijsondersteunende politiek en to secure and defend a fair share of the world oil market. De gevolgen waren enorm. Brent was aan het einde van 1985 op de spotmarkt nog bijna $27, maar daalde in januari 1986 naar $18,50 en werd halverwege maart voor nog maar $13,30 verhandeld, een verlies van 50% in tweeënhalve maand.
Veel dure olievelden zoals in de Verenigde Staten en de Noordzee waren niet langer rendabel en investeringen daar werden uitgesteld. Van de ruim 450.000 stripper wells, marginale bronnen met een productie van minder dan tien vaten per dag, sloot meer dan de helft, waarmee de productie van deze putten daalde van zo'n 1,3 miljoen vaten per dag tot zo'n 600.000 vaten per dag.
De prijzen bleven daarna laag, vooral doordat Koeweit en Abu Dhabi veel meer produceerden dan hun binnen OPEC toegewezen quota. Dit zat vooral Irak dwars, dat net de oorlog met Iran had afgesloten en met deze lage prijzen het land niet kon opbouwen. Saddam Hoessein beschuldigde Koeweit en de Verenigde Arabische Emiraten er dan ook van samen met de Verenigde Staten een economische oorlog te voeren tegen Irak. Onder druk van de Iraakse troepensamentrekkingen bij de Koeweitse grens zegden Koeweit en de Verenigde Arabische Emiraten toe zich aan hun quota te houden.
Op 2 augustus trok Irak echter Koeweit binnen, een oorlog die primair om de controle over olie werd uitgevochten. Hiermee stokte de productie in beide landen, bij elkaar goed voor zo'n 20% van de OPEC-productie. Uit angst voor tekorten steeg Brent van $17 per vat in juli 1990 tot $36 in september. Vooral Saoedi-Arabië was echter al snel in staat om het tekort meer dan op te vangen en de prijzen kwamen in november 1990 dan ook alweer naar beneden. Afgezien van een kleine stijging in februari 1991, toen Koeweit bevrijd werd, zette die daling door tot in juni 1991 Brent met een gemiddelde van $18 alweer vrijwel op het oude niveau zat, zelfs ondanks de Koeweitse oliebranden.

### Spot- en termijnmarkt
De participation crude die de olie-exporterende landen verkregen uit hun deelnemingen in de oliemaatschappijen in hun land werd vooral verkocht via langdurige contracten, maar een substantieel deel werd aangeboden op de spotmarkt. Aanvankelijk was de prijs op de spotmarkt een toeslag op de official selling prices, maar al snel werd dit een korting. Dit systeem had echter de nodige gebreken.
Ondertussen ontstond er rond de Noordzee een ander soort spotmarkt. De vele independents die hier te vinden waren, hadden geen raffinaderijen en andere downstream-activiteiten en moesten hun olie dan ook verkopen. Daarnaast had het Britse fiscale regime een sterke voorkeur voor marktconforme prijzen (arm's length principle). Zo ontstond gedurende de jaren 1980 een nieuw soort oliemarkt gebaseerd op Noordzee-olie en dan vooral Brent.
Deze spotmarkt was niet die van incidentele transacties om wat tekorten op te vangen, maar was met gestandaardiseerde contracten deel uit gaan maken van de reguliere handel. Door de volumes hadden de prijzen niet de uitschieters die te zien waren geweest in de vroege spotmarkt, waar de weinige olie die er was verkocht kon worden tegen prijzen die niet in verhouding stonden tot de overige handel. Sterker nog, juist door de marktconformiteit werd Brent een marker crude die als basis diende voor de prijsstelling van andere soorten. Vergelijkbaar werd West Texas Intermediate (WTI) dit in de Verenigde Staten en Dubai in de Perzische Golf.
Gekoppeld aan deze nieuwe markt ontstond een termijnmarkt. Op de spotmarkt worden wet barrels of dated cargoes als Dated Brent verkocht, olie waar al een datum is toegewezen om aan boord van een tanker geladen te worden. Op de termijnmarkten worden paper barrels verkocht, lading die nog geen datum heeft. Zo ontstond 15-day Brent, later 21-day Brent, contracten voor olie die minimaal 15 dagen later verkocht zouden worden.
De eerst futures voor olie waren die voor benzine die vanaf 1978 op de New York Mercantile Exchange (NYMEX) werden verhandeld en vanaf 1981 op de International Petroleum Exchange (IPE) in Londen. Voor ruwe olie kwamen de futures later, voor WTI in 1983 op de NYMEX en voor Brent in 1988 op de IPE.

### Kredietcrisis, Amerikaanse opschaling en coronacrisis
Op 26 februari 2008 kwam de prijs voor West Texas Intermediate (WTI) in New York voor het eerst boven de 100 dollar. De olieprijs bereikte in juli 2008 een hoogtepunt van $147 per vat. Door de wereldwijde financiële crisis daalde de olieprijs in de laatste maanden van 2008 echter flink. De prijs van een barrel stond op 27 december op $37,90. Daarna steeg de olieprijs weer en kwam in 2011 boven de $100 door zorgen over het effect van de Egyptische Revolutie. In 2014 nam de productie van schalieolie in de Verenigde Staten sterk toe, waarop Saoedie-Arabië reageerde met productieverhogingen om de Amerikaanse schalieolieproducenten uit de markt te prijzen. Deze hadden echter hun kosten omlaag kunnen brengen en bleven produceren, daarbij de marktprijzen volgend. Zo daalde de olieprijs om begin 2016 onder de $30 uit te komen. Halverwege het jaar herstelde de prijs zich enigszins tot $45. Door verminderde productie in Venezuela en Amerikaanse sancties tegen Iran steeg de prijs in 2018 boven de $80, om enigszins te dalen nadat de VS enkele uitzonderingen op de sancties invoerde. In 2018 produceerde de Verenigde Staten op recordniveau, vooral door de schalieolie, en produceerde het in 2019 voor het eerst sinds 1948 meer dan het consumeerde. De prijs lag daarna rond de $60 totdat begin 2020 de vraag instortte door de coronapandemie. Afspraken tussen de OPEC en Rusland om de productie te verminderen mislukten, waarna Saoedi-Arabië de productie opvoerde, resulterend in een olieprijsoorlog tussen Saudi-Arabië en Rusland. Hoewel er uiteindelijk wel afspraken voor productievermindering werden gemaakt, vielen deze in het niet bij de verminderde vraag, wat op 20 april 2020 leidde tot een prijs van minus $40 voor West Texas Intermediate, de eerste keer dat er geld toe werd gegeven voor olie.

## Olieprijs sinds 1970
Hieronder staan de gemiddelde jaarprijzen voor de oliesoorten Dubai (1970-1985 Arabian Light), Brent (1976-1983 Forties), Nigerian Forcados en WTI in Amerikaanse dollar per vat. De OPEC publiceert ook een olieprijs op basis van olie die door haar leden wordt geproduceerd, de OPEC basket price.

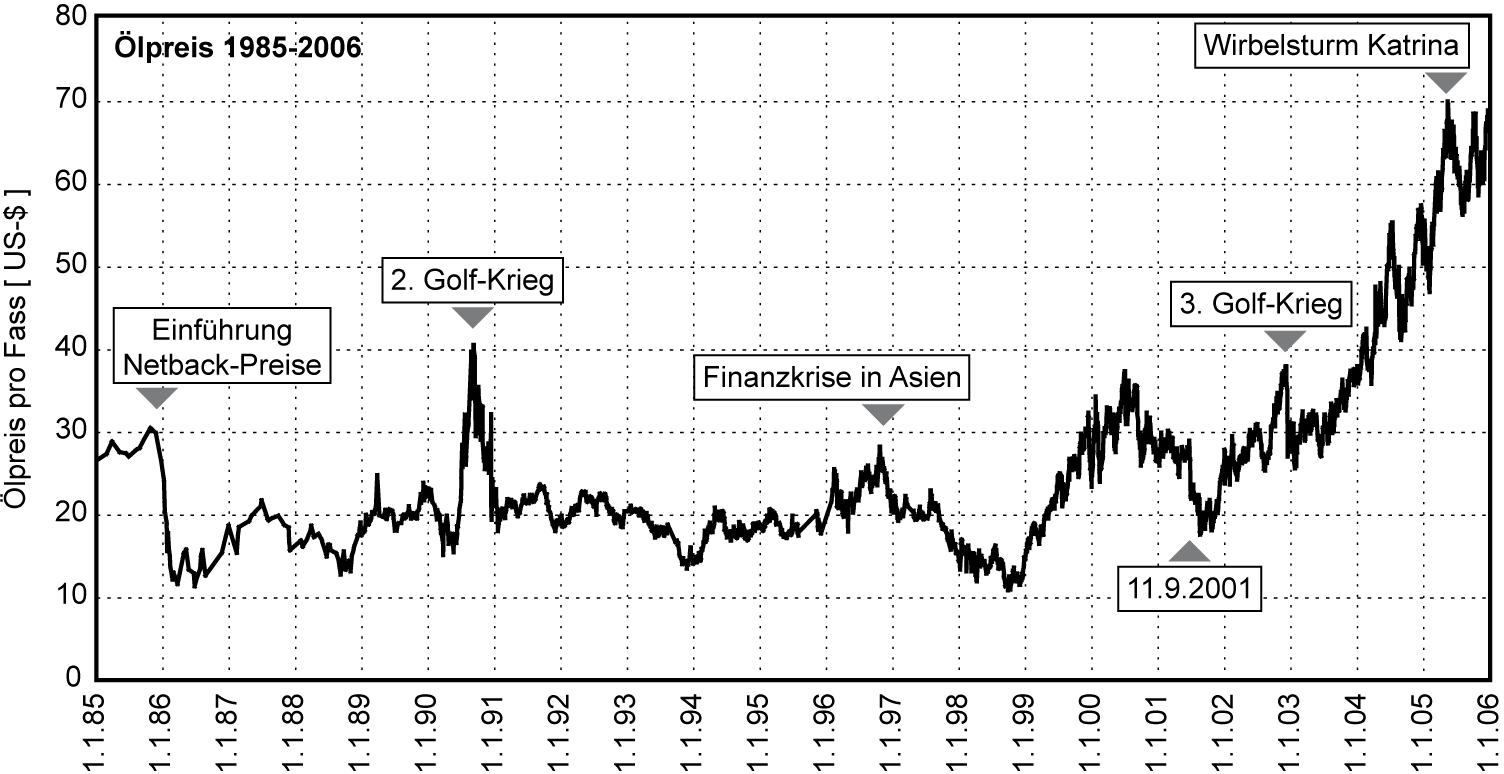
Nominale olieprijs van 1985 tot 2006

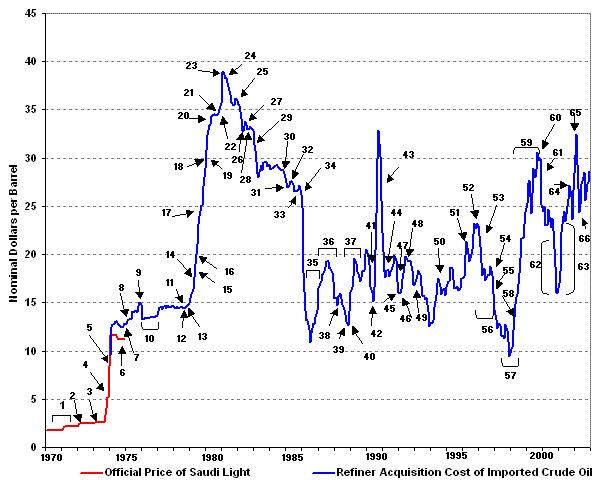
Nominale olieprijs 1970-2004

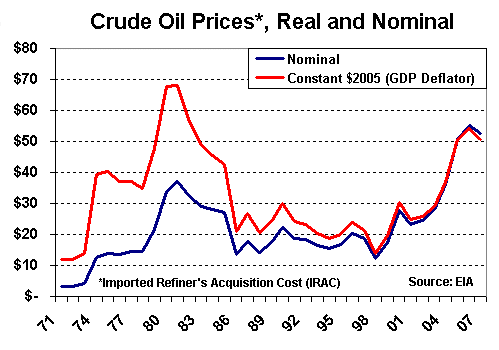
Ruweolieprijs (nominal en echt) 1971-2007

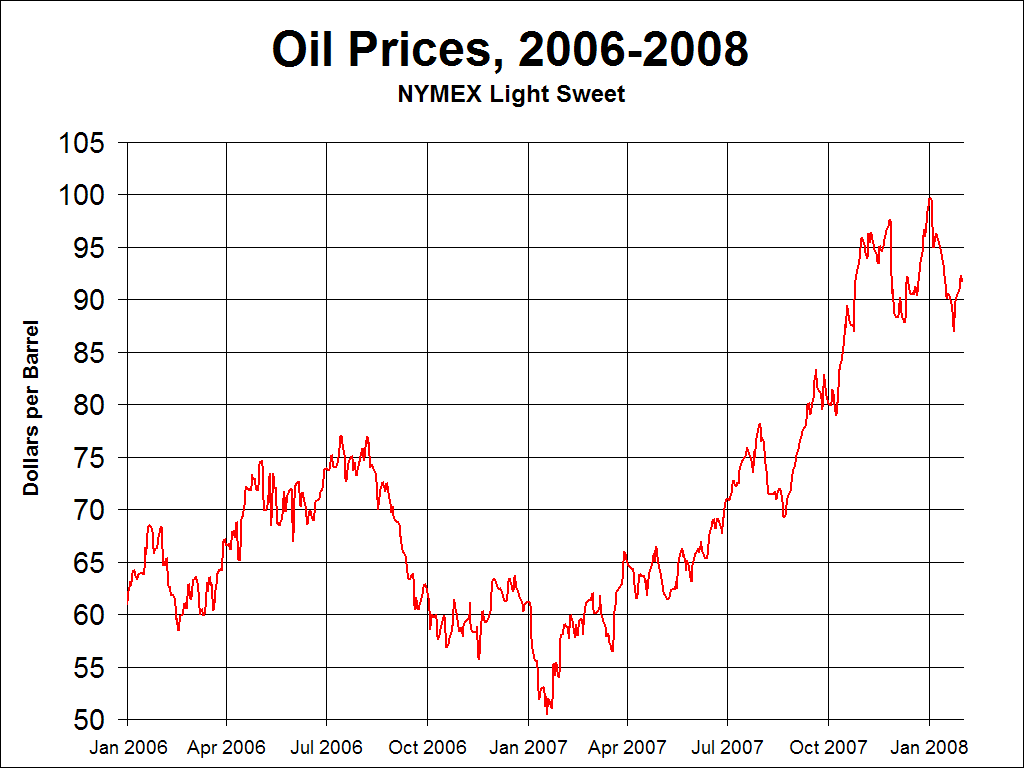
Nominale prijs van US-lichte olie (WTI) 2006-2008

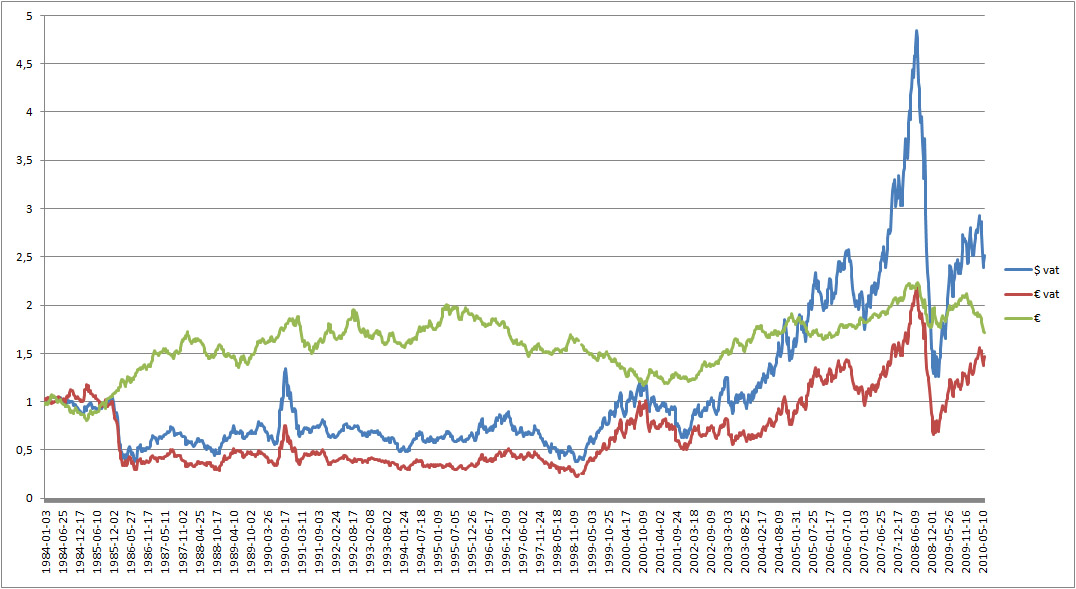
Ontwikkeling ruweolieprijs 1984-2010 (1984=1)

| Jaar | Dubai  | Brent  | Nigerian Forcados | WTI    |
| ---- | ------ | ------ | ----------------- | ------ |
| 1970 | 1,21   | -      | -                 | -      |
| 1971 | 1,69   | -      | -                 | -      |
| 1972 | 1,90   | -      | -                 | -      |
| 1973 | 2,83   | -      | -                 | -      |
| 1974 | 10,41  | -      | -                 | -      |
| 1975 | 10,70  | -      | -                 | -      |
| 1976 | 11,63  | 12,80  | 12,87             | 12,23  |
| 1977 | 12,38  | 13,92  | 14,21             | 14,22  |
| 1978 | 13,03  | 14,02  | 13,65             | 14,55  |
| 1979 | 29,75  | 31,61  | 29,25             | 25,08  |
| 1980 | 35,69  | 36,83  | 36,98             | 37,96  |
| 1981 | 34,32  | 35,93  | 36,18             | 36,08  |
| 1982 | 31,80  | 32,97  | 33,29             | 33,65  |
| 1983 | 28,78  | 29,55  | 29,54             | 30,30  |
| 1984 | 28,06  | 28,78  | 28,14             | 29,39  |
| 1985 | 27,53  | 27,56  | 27,75             | 27,98  |
| 1986 | 13,10  | 14,43  | 14,46             | 15,10  |
| 1987 | 16,95  | 18,44  | 18,39             | 19,19  |
| 1988 | 13,27  | 14,92  | 15,00             | 15,97  |
| 1989 | 15,62  | 18,23  | 18,30             | 19,68  |
| 1990 | 20,45  | 23,73  | 23,85             | 24,50  |
| 1991 | 16,63  | 20,00  | 20,11             | 21,54  |
| 1992 | 17,16  | 19,32  | 19,61             | 20,57  |
| 1993 | 14,95  | 16,97  | 17,41             | 18,45  |
| 1994 | 14,74  | 15,82  | 16,25             | 17,21  |
| 1995 | 16,10  | 17,02  | 17,26             | 18,42  |
| 1996 | 18,52  | 20,67  | 21,16             | 22,16  |
| 1997 | 18,23  | 19,09  | 19,33             | 20,61  |
| 1998 | 12,21  | 12,72  | 12,62             | 14,39  |
| 1999 | 17,25  | 17,97  | 18,00             | 19,31  |
| 2000 | 26,20  | 28,50  | 28,42             | 30,37  |
| 2001 | 22,81  | 24,44  | 24,23             | 25,93  |
| 2002 | 23,74  | 25,02  | 25,04             | 26,16  |
| 2003 | 26,78  | 28,83  | 28,66             | 31,07  |
| 2004 | 33,64  | 38,27  | 38,13             | 41,49  |
| 2005 | 49,35  | 54,52  | 55,69             | 56,59  |
| 2006 | 61,50  | 65,14  | 67,07             | 66,02  |
| 2007 | 68,19  | 72,39  | 74,48             | 72,20  |
| 2008 | 94,34  | 97,26  | 101,43            | 100,06 |
| 2009 | 61,39  | 61,67  | 63,35             | 61,92  |
| 2010 | 78,06  | 79,50  | 81,05             | 79,45  |
| 2011 | 106,18 | 111,26 | 113,65            | 95,04  |
| 2012 | 109,08 | 111,67 | 114,21            | 94,13  |
| 2013 | 105,47 | 108,66 | 111,95            | 97,99  |
| 2014 | 97,02  | 98,95  | 101,35            | 93,28  |
| 2015 | 51,22  | 52,39  | 54,41             | 48,71  |
| 2016 | 41,02  | 43,73  | 44,54             | 43,34  |
| 2017 | 53,13  | 54,19  | 54,31             | 50,79  |
| 2018 | 69,15  | 71,31  | 72,47             | 65,20  |
| 2019 | 63,43  | 64,21  | 64,95             | 57,03  |
| 2020 | 42,41  | 41,84  | 42,31             | 39,25  |
| 2021 | 68,91  | 70,91  | 69,76             | 68,10  |
| 2022 | 96,38  | 101,32 | 101,40            | 94,58  |
| 2023 | 82,09  | 82,64  | 83,60             | 78,88  |
| 2024 | 79,61  | 80,76  | 81,75             | 78,87  |